# Johanne Schmidt-Nielsen
Johanne Schmidt-Nielsen est une femme politique et féministe danoise née le 22 février 1984 à Odense. Elle est membre de la Liste de l'unité. En novembre 2007, à l'âge de 23 ans, elle fut élue au Folketing, le Parlement national, devenant ainsi l'une des plus jeunes député(e)s de l'histoire de son pays.

## Carrière
Schmidt-Nielsen devint militante politique en 1997. En 2005, elle tenta sans succès de se faire élire au conseil municipal de Copenhague. En mai 2006, elle fut élue membre du comité exécutif de la Liste de l'unité, et réélue l'année suivante. En 2007, elle obtint une licence en sciences sociales à l'Université de Roskilde.
Lors de la campagne électorale pour les élections législatives de 2007, elle fit campagne sur les thèmes de la protection sociale et la lutte contre les discriminations. Le 12 novembre, elle participa à un débat télévisé pour dirigeants de partis; elle avait été choisie pour représenter la Liste de l'unité, qui est dirigé par un comité et non par un chef unique.